# Ni2 de l'Altar
|  | Per a altres significats, vegeu «Ni Arae». |

Ni² de l'Altar (ν² Arae) és una geganta blava-blanca del tipus B de magnitud aparent +6,09 a la constel·lació d'Ara. Està a uns 508 anys llum de la Terra. És a vegades esmentada com a Ípsilon² de l'Altar (υ² Arae).